# Cheirogenesia edmundsi
Cheirogenesia edmundsi is een haft uit de familie Palingeniidae. De wetenschappelijke naam van de soort is voor het eerst geldig gepubliceerd in 1999 door Sartori & Elouard.
De soort komt voor in het Afrotropisch gebied.